# Schoberriegel
Der Schoberriegel ist ein 2208 m ü. A. hoher Berg an der Grenze der Gemeinden Reichenau und Albeck auf der Turracher Höhe in den Gurktaler Alpen. Die West- und Ostflanke ist steil und felsig. Von Norden führt ein sanft geneigter Kamm auf den Gipfel. Nach Süden leitet der Kamm zum Gipfel der Gruft über. Er ist wegen seiner schönen Aussicht über Nockberge und die Turracher Höhe ein beliebter Wanderberg. Am Gipfel befindet sich ein Gipfelkreuz mit Gipfelbuch. Etwas südöstlich des Gipfels befindet sich ein aufgelassenes Flugfeld aus dem Zweiten Weltkrieg.

## Anstiege
Markierte Anstiege auf den Schoberriegel führen von Norden vom Turracher See und von Süden über die Gruft bzw. die Westflanke.

## Karten
- ÖK 50, Blatt 66 (Ebene Reichenau)